# Prvenstvo Jugoslavije u košarci za žene 1945.
Prvo jugoslavensko košarkaško prvenstvo za žene je igrano 1945. godine, a osvojila ga je reprezentacija Srbije. 

Prvenstvo je igeano u Subotici, a sudjelovale su dvije ekipe.

## Rezultat
| prvak  | rez.  | doprvak  |
| ------ | ----- | -------- |
| Srbija | 27:14 | Hrvatska |